# Битка код Рамија
Битка код Рамија била је једна од најзначајнијих битака током Рата за шпанско наслеђе која се одиграла 23. маја 1706. године.
Победу су постигле савезничке снаге Енглеске, Низоземске и Данске. Ова битка представљала је врхунац кампање која је почела 1705. године битком код Блиндхајма а која је имала великог утицаја на даљи ток рата. Француски краљ Луј XIV био је принуђен да затражи мир али он није био постигнут због изузетно тешких услова које су поставили Савезници.